# Sudża
Sudża (ros. Суджа) – miasto w zachodniej Rosji, centrum administracyjne rejonu sudżańskiego w obwodzie kurskim. Miejscowość położona jest nad rzeką Sudża, 9 km od granicy z Ukrainą, 88 km od Kurska. Jednocześnie miasto stanowi jednostkę administracyjną rejonu (osiedle miejskie).
W 2020 miejscowość liczyła 5646 mieszkańców.

## Historia
W XII wieku tereny na których leży miasto były częścią Księstwa Rylskiego, a potem Księstwa Czernihowskiego i Wielkiego Księstwa Litewskiego.
W 1662 roku Aleksy Michajłowicz podjął decyzję o budowie tutaj miasta-twierdzy z powodu toczącej się wojny moskiewsko-polskiej (1654–1667). Zbudowano miasteczko otoczone drewnianą palisadą z 14 wieżami, z czego 4 były bramami. W samym mieście stacjonowała setka kozaków z Sumskiego Pułku Kozackiego w ramach Ukrainy Słobodzkiej. Po zawarciu pokoju z Rzeczpospolitą Obojga Narodów i unii Armii Zaporoskiej z Moskwą miasto straciło znaczenie militarne, ale stało się jednym z miast handlowych, w których kwitł lokalny handel. W XVII i na początku XVIII w. rządzili nim namiestnicy moskiewscy. Od 1708 Sudża została przydzielona do guberni kijowskiej, od 1719 – jako część guberni biełgorodzkiej.
Według danych ze spisu z 1897 roku, Sudża była zamieszkana przez 7433 osób, z których 61,2% to Ukraińcy, 37,2% Rosjanie, 1,2% Żydzi i 0,3% Polacy.
W listopadzie i grudniu 1918 roku Sudża była siedzibą Tymczasowego Robotniczo-Chłopskiego Rządu Ukrainy, przed jego przeniesieniem do Biełgorodu. Do 1922 stanowiła część Ukraińskiej Socjalistycznej Republiki Radzieckiej.
9 sierpnia 2024 roku do miasta wkroczyły Siły Zbrojne Ukrainy. 14 sierpnia głównodowodzący SZU, generał Ołeksandr Syrski, potwierdził kontrolowanie całego miasta. Tym samym Sudża stała się największym de iure rosyjskim miastem utraconym przez Rosję podczas inwazji Rosji na Ukrainę. Po zajęciu miasta przez armię ukraińską zlikwidowany został znajdujący się w Sudży pomnik Włodzimierza Lenina.
12 marca 2025 roku rosyjscy żołnierze wkroczyli do centrum miasta.